# Candeias do Jamari
Candeias do Jamari é um município brasileiro do estado de Rondônia. 

## História
Surgiu como povoação no cruzamento da BR-29 (hoje BR-364) com o Rio Candeias, afluentes do Rio Jamari, e ficou conhecida como Vila Candeias em homenagem ao rio que banha a cidade.
O município foi criado com o nome de Candeias do Jamari pela Lei nº 363, de 13 fevereiro de 1992, com área desmembrada do município de Porto Velho.

## Geografia
O município de Candeias do Jamari se localiza a uma latitude 08º48'35" sul e a uma longitude 63º41'44" oeste, estando a uma altitude de 22 metros. Sua população estimada pelo Censo 2010 é de 19.779 habitantes. A sua sede fica a 20 km da capital, Porto Velho.
Possui uma área de 6867,200 km², na qual abriga a Usina Hidrelétrica de Samuel.

### Hidrografia
O município é banhado por diversos cursos d'água com destaque para os rios Candeias e Jamari.

#### Rio Jamari
O rio Jamari é um curso d'água da bacia amazônica, sendo um afluente do rio Madeira. Na sua margem direita e no município de Candeias do Jamari onde existia uma cachoeira chamada Samuel. Esta queda d'água foi afetada após a construção da barragem da Hidrelétrica de Samuel, com potência instalada de 216,0 MW. 
Por não possuir bacia acentuada, o rio Jamari recebeu em seu leito um dique de 45 km de extensão de cada margem para formar o lago da hidroelétrica. A usina começou a ser construída no ano de 1982. O plano era para a usina terminar de ser construída em quatro anos mas, devido à falta (ou ao desvio) de recursos financeiros, esta só foi concluída catorze anos depois.

### Problemas socioambientais
Devido aos altos índices de devastação florestal, em 9 de novembro de 2023, o município de Candeias do Jamari foi incluído na relação de municípios situados no bioma Amazônia considerados prioritários pelo governo federal para ações de prevenção, controle e redução dos desmatamentos e degradação florestal.

## Economia

### Trabalho e Rendimento
Em 2021, o salário médio mensal era de 2.1 salários mínimos. A proporção de pessoas ocupadas em relação à população total era de 8.76%. Na comparação com os outros municípios do estado, ocupava as posições 5 de 52 e 40 de 52, respectivamente. Já na comparação com cidades do país todo, ficava na posição 1674 de 5570 e 4136 de 5570, respectivamente. Considerando domicílios com rendimentos mensais de até meio salário mínimo por pessoa, tinha 38.5% da população nessas condições, o que o colocava na posição 41 de 52 dentre as cidades do estado e na posição 2943 de 5570 dentre as cidades do Brasil.

## Saúde
A taxa de mortalidade infantil média na cidade é de 5.81 para 1.000 nascidos vivos. As internações devido a diarreias são de 0.5 para cada 1.000 habitantes. Comparado com todos os municípios do estado, fica nas posições 41 de 52 e 43 de 52, respectivamente. Quando comparado a cidades do Brasil todo, essas posições são de 3668 de 5570 e 3330 de 5570, respectivamente.

## Política e administração
Sendo um município do Brasil, Candeias do Jamari é administrada por dois poderes, o executivo e o legislativo, independentes e harmônicos entre si. O primeiro é representado pelo prefeito, auxiliado pelo seu gabinete de secretários e eleito pelo voto popular para um mandato de quatro anos, sendo permitida uma única reeleição para mais um mandato consecutivo, enquanto que o segundo é representado pela Câmara Municipal de Candeias do Jamari, órgão colegiado de representação dos munícipes que é composto por 9 vereadores também eleitos por sufrágio universal.
As atuais autoridades que ocupam cargos da organização político-administrativa de Candeias do Jamari são as seguintes (data: 11 de novembro de 2023):
- Prefeito: Lindomar Garçon - Republicanos (2024/-)
- Vice-prefeito: Ednéia Brito - Republicanos (2024/-)
- Presidente da Câmara: Francisco Aussemir de Lima Almeida - PSB (2023/-)[8][9]

### Últimos prefeitos eleitos
| Ano  | Prefeito         | Partido      | Votos | %      | Ref    |
| ---- | ---------------- | ------------ | ----- | ------ | ------ |
| 2004 | Chico Pernambuco | PDT          | 3.336 | 41,4   | [ 10 ] |
| 2008 | Dinho            | PV           | 4.225 | 40,47  | [ 11 ] |
| 2012 | Dinho            | PV           | 3.144 | 24,73% | [ 12 ] |
| 2016 | Chico Pernambuco | PSB          | 3.361 | 24,38% | [ 13 ] |
| 2020 | Valteir Queiroz  | PATRI        | 5.815 | 46,37% | [ 14 ] |
| 2024 | Lindomar Garçon  | Republicanos | 9.035 | 59,12% | [ 15 ] |

}

## Subdivisão
Além da sede, o município possui um distrito denominado Triunfo. Esse distrito está localizado a 120 km da sede do município e possui uma população aproximada de 4 mil habitantes.